# Carlos Gereda y de Borbón

Cruz pro Merito Melitensi

Carlos Gereda y de Borbón (Montevideo, 4 de enero de 1947-Madrid, 29 de agosto de 2017), fue el XLIX gran maestre de la Orden de San Lázaro de Jerusalén.
Hijo de Nicolás Gereda y Bustamante con María Luisa de Borbón y Pintó, él es quinto bisnieto del rey Carlos IV de España.

## Primeros años y ascendencia
Carlos nació en Uruguay, donde sus padres se habían mudado tras la guerra civil española para ir a una hacienda de ascendencia ancestral. Su posición con respecto a la familia Borbón se establece mediante la línea de Alberto María de Borbón y d'Ast, duque de Santa Elena, noble inferior al duque de Sevilla, su primo, ambos eran descendientes de Carlos IV de España. Esta rama no es considerada parte de la casa real de Borbón en el ámbito nobiliario español.
Con una edad temprana, regresó a España antes de que fuese enviado a la Escuela Preparatoria de Ladycross en Sussex, Inglaterra. Desde allí continuó en la Escuela de Downside de la Orden benedictina. Después de completar su educación en Downside regresó a Madrid para estudiar de Ingeniería Industrial en la Universidad.
El 15 de febrero de 1975, Carlos se casó con María las Nieves Castellano y Barón, XV marquesa de Almazán (n. 24 de septiembre de 1947) adquiriendo el título de marqués de Almazán iure uxoris, el marquesado fue creado en 1575 por Felipe II de España.

## Carrera
En 1975 comenzó su carrera profesional de empresario en el ámbito del desarrollo comercial. Su carrera le dio la oportunidad de viajar por el mundo, desde el Lejano Oriente a América del Sur y Europa Central. Él y su esposa, Blanche, vivieron en Buenos Aires desde 1979 hasta 1986, donde estableció una empresa de servicios de petróleo que todavía está en funcionamiento actualmente. Carlos estuvo involucrado en el establecimiento de un Museo de la Ciencia y de ocio en Málaga, España.

## Gran maestre de la Orden de San Lázaro de Jerusalén
En 2008 en la asamblea general de la Orden, Carlos fue elegido como Gran maestre de la Orden de San Lázaro de Jerusalén; aunque él ya era el Gran maestre de la lengua maltesa, sucedió como gran maestre de la Orden unida desde los duques de Sevilla (de la lengua de Malta) y de Brissac (de la lengua de París). 
Y prestó juramento solemne frente a otros caballeros y damas de la Orden en la catedral de Mánchester en Inglaterra.